# Balas
Balas ou Balash (? - 488) foi um xá do Império Sassânida (ساسانیان em persa). Reinou de 484 até 488.  Ele reinou por quatro anos, foi antecedido por Perozes I e sucedido por Cavades I.